# Vallø
Vallø é um município da Dinamarca, localizado na região oriental, no condado de Roskilde.
O município tem uma área de 84 km² e uma  população de 10 337 habitantes, segundo o censo de 2005.